# 郟県
郟県（こう-けん）は中華人民共和国河南省平頂山市に位置する県。蘇軾の墓が現存する。

## 行政区画
- 街道:竜山街道、東城街道
- 鎮:冢頭鎮、安良鎮、堂街鎮、薛店鎮、長橋鎮、茨芭鎮、黄道鎮、李口鎮
- 郷:王集郷、白廟郷、広闊天地郷、渣元郷
- 民族郷:姚荘回族郷